# Dávid Sárosi
Dávid Sárosi (* 11. November 1990) ist ein ungarischer Badmintonspieler.

## Karriere
Dávid Sárosi wurde 2006 bis 2009 ungarischer Juniorenmeister und 2008 mit András Németh ungarischer Meister im Doppel. Ein Jahr später siegte er mit der Mannschaft von Pécsi Multi-Alarm SE im Teamwettbewerb.